# Leandro Cufré
Leandro Damián Cufré, född 9 maj 1978 i La Plata, är en argentinsk före detta fotbollsspelare. 
Han började karriären i Gimnasia la Plata och värvades till AS Roma inför säsongen 2002/2003. Där gjorde han 8 matcher innan han lånades ut till AC Siena säsongen 2003/2004. I Siena gjorde han 31 matcher. 
Säsongen därefter var han återigen tillbaka i AS Roma. Säsongen 2004/2005 gjorde han hela 33 matcher för klubben och han blev snabbt en publikfavorit på Stadio Olimpico.
Inför säsongen 2006/2007 valde han att flytta till AS Monaco.